# Clubiona parvula
Clubiona parvula là một loài nhện trong họ Clubionidae.
Loài này thuộc chi Clubiona. Clubiona parvula được Kendo Saito miêu tả năm 1933.